# 401820 Spilas
401820 Spilas este o planetă minoră (asteroid) din centura de asteroizi. A fost descoperită pe 30 octombrie 1996, 30 septembrie 1996 la Observatorul Kleť de Miloš Tichý⁠(d) și a fost numită după Castelul Špilberk. 
Obiectul prezintă o orbită caracterizată de o semiaxă mare de 2,7317685 UAi, o excentricitate de 0,3186596, o înclinație de 8,27752 ° în raport cu ecliptica.